# Walter P. Chrysler Museum
Das Walter P. Chrysler Museum war ein Automuseum in Auburn Hills (Michigan), nördlich von Detroit. Es bestand von 1999 bis 2012 und behandelte die Unternehmensgeschichte des Automobilherstellers Chrysler und der Marken Jeep, Dodge, AMC und des Zulieferers Mopar. Neben der Dauerausstellung gab es thematische Ausstellungen zum Thema Mobilität.

## Geschichte
1996 wurde das Grundstück vom Werksgelände abgetrennt und für eine museale Nutzung vorbereitet. Am 5. Oktober 1999 wurde das von Giffels Associates entworfene Gebäude eröffnet. 2008 wurden der Betrieb und die Sammlung in die gemeinnützige Walter P. Chrysler Museum Foundation überführt.
Das Museum war Ende 2012 wegen zu geringer Besucherzahlen geschlossen worden. 2016 wurde es an zahlreichen Wochenenden erneut für Besucher geöffnet. Am 31. Dezember 2016 wurde das Museum endgültig geschlossen. Die rund 65 Fahrzeuge sollen an verschiedenen FCA-Standorten ausgestellt werden. Die Räumlichkeiten sollen anschließend als Büros genutzt werden.

## Exponate

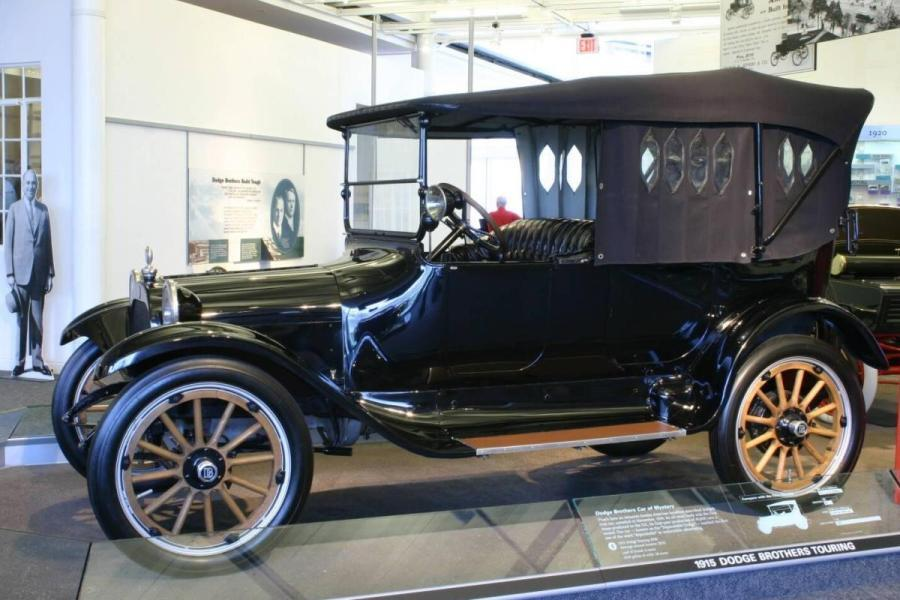
Dodge Brothers Touring Car von 1915
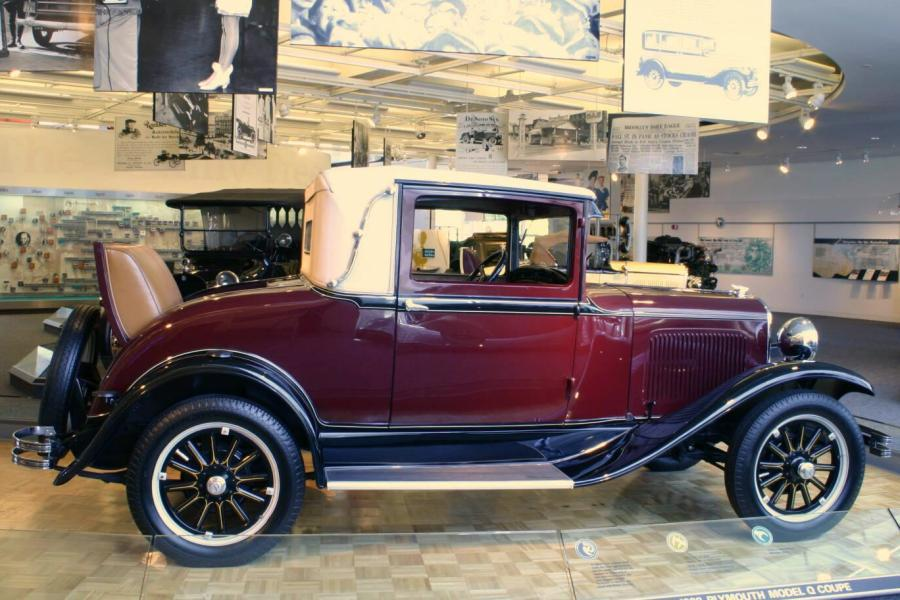
Plymouth Model Q Coupe von 1928
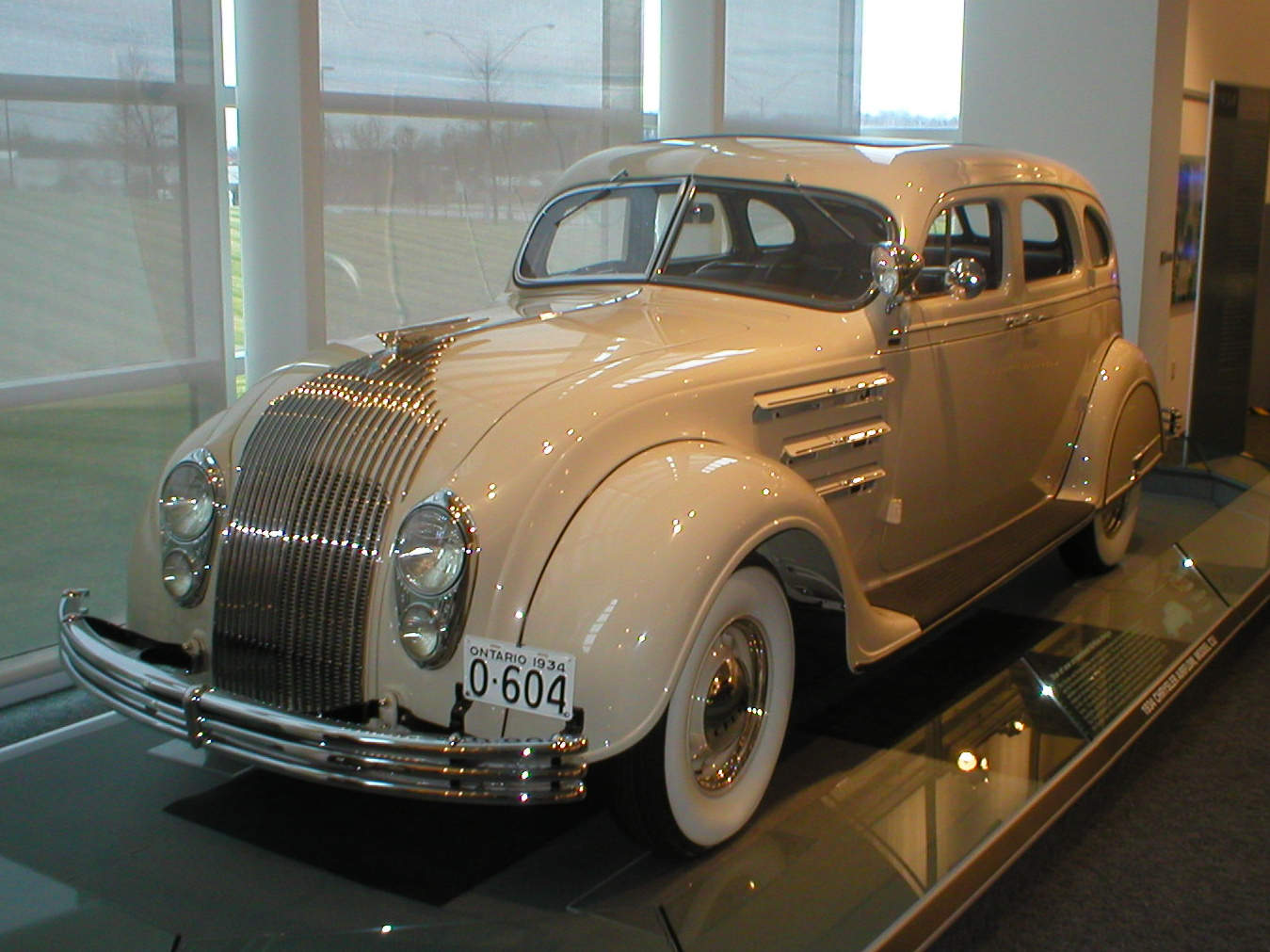
Chrysler Airflow von 1934
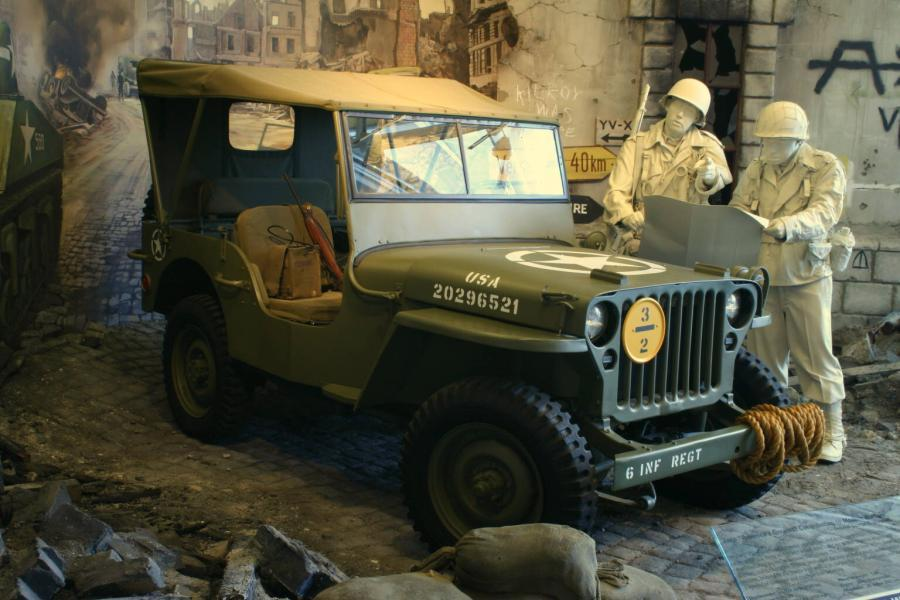
Jeep von 1943
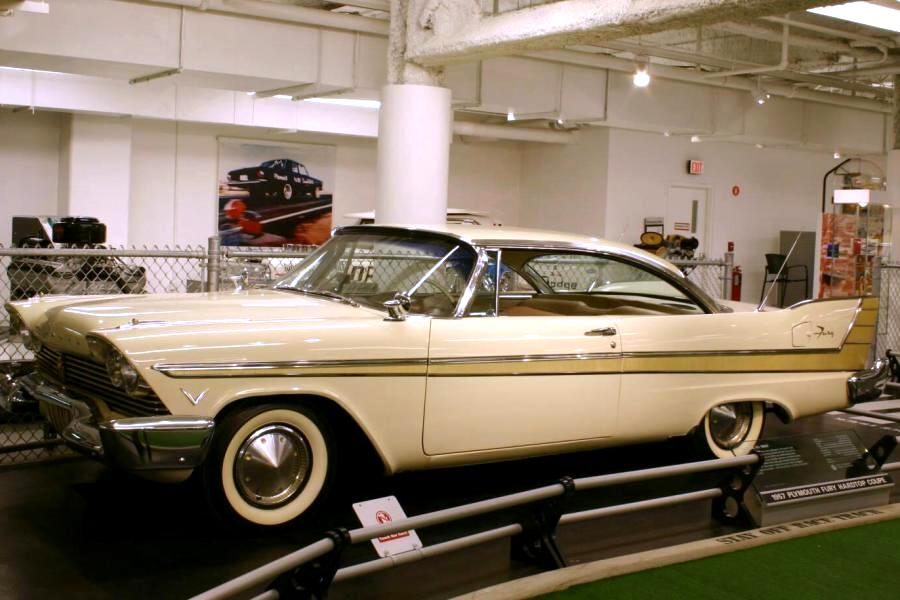
Plymouth Fury Hardtop Coupe von 1957
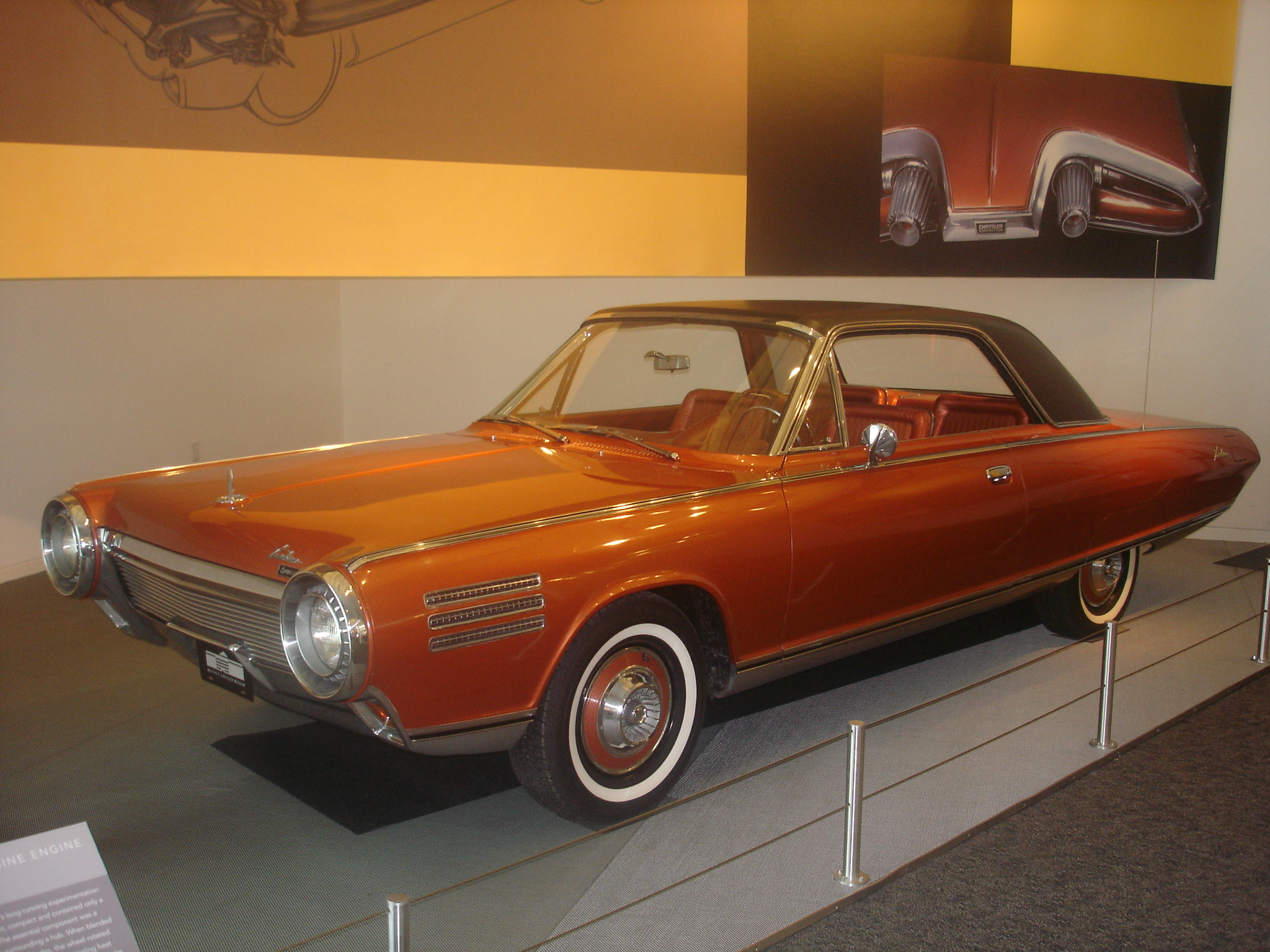
Chrysler Turbine Car von 1963
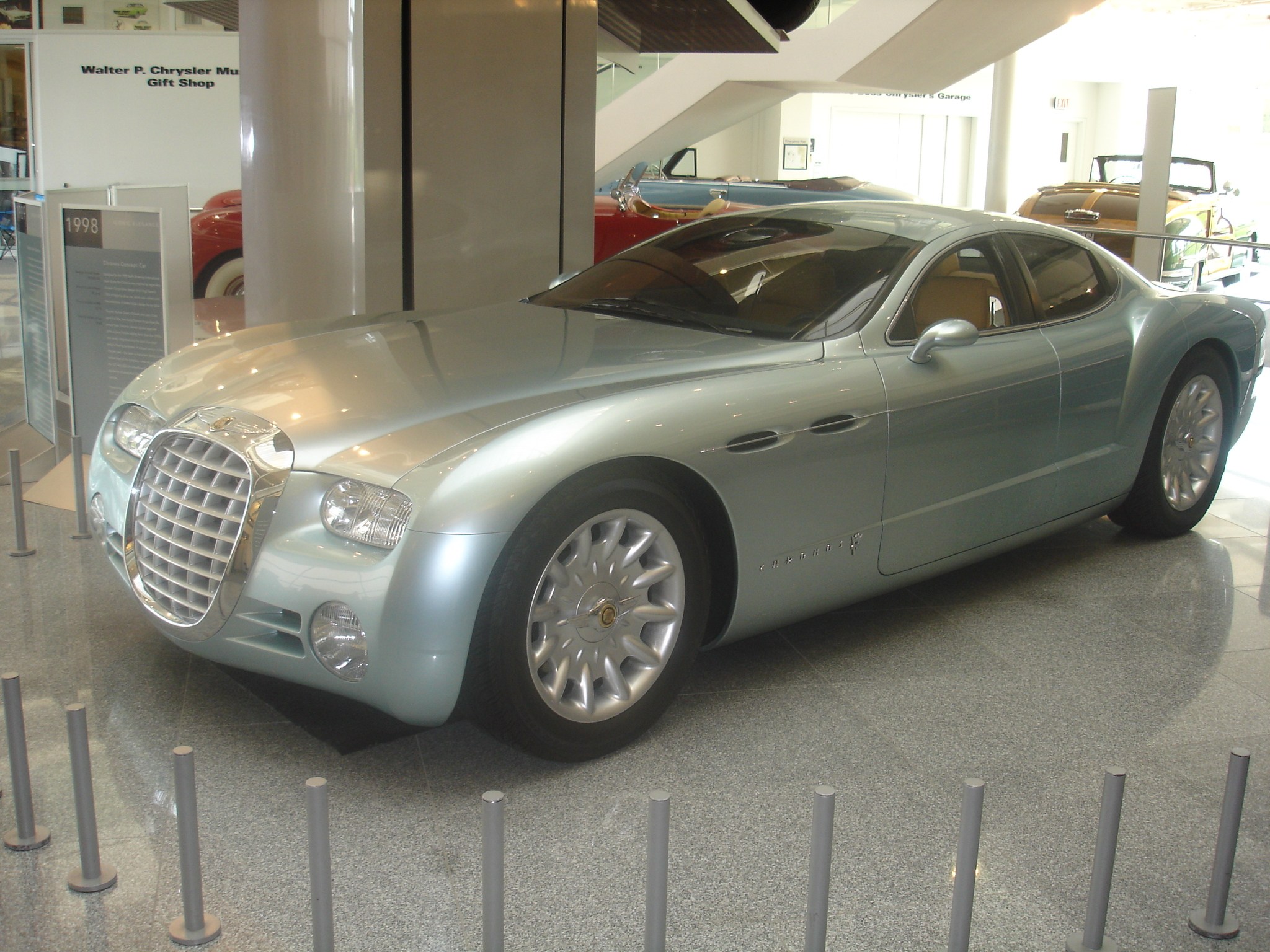
Chrysler Chronos Concept Car